# Tomopeas ravus
Tomopeas ravus é uma espécie de morcego da família Molossidae. Endêmica da Peru. É a única espécie do gênero Tomopeas.